# LCR X-Racing
LCR X-Racing – monakijski zespół prywatny Hondy startujący w MotoGP.
W sezonie 2016 zespół startujący w MotoGP występuje pod nazwą sponsorską LCR Honda, zaś zawodnikiem etatowy zespołu jest Cal Crutchlow